# 洛克进行曲
《洛克进行曲》（德語：Lockmarsch）是德国和奥地利军乐队中常见的前奏曲，起到进行曲中的过渡作用，主要使用小军鼓调整队伍适应下一首乐曲的步伐和节奏。德语中“Lock”一词来源于“Locken”，表示“吸引”，意在引导乐队到下一曲目。
《洛克进行曲》常被行进中的军乐队用小鼓和短笛演奏，民间乐队也会演奏此曲。《拉德茨基进行曲》等交响乐团演奏的进行曲开始前亦会演奏。该曲在德国和奥地利的形式有所不同。